# Бяла стърчиопашка
Бялата стърчиопашка (Motacilla alba) е дребна птица от разред Врабчоподобни (Passeriformes), семейство врабчови, срещаща се и в България.
Няма изразен полов диморфизъм. Въпреки сравнително широкото си разпространение в България, числеността й постепенно намалява и се е превърнала в защитен от закона вид. Тази птица е много добър летец. Но винаги поддържа дистанция и не позволява да я доближават много. Обича да каца на земята, особено в близост до водни басейни. Може да бъде видяна да се разхожда и по покривите на къщите.

## Физически характеристики
Дължина 16,5 – 19 cm. Издължена фигура, с дълга черно-бяла опашка, която непрекъснато движи нагоре-надолу.

## Допълнителни сведения
Вариантът M. alba yarrellii се среща във Великобритания и Ирландия.